# Cause à l'autre
Pour plus de détails, voir Fiche technique et Distribution.
Cause à l'autre est un téléfilm franco-italien réalisé par Carlo Lizzani et diffusé dans le cadre de la série télévisée Série noire le 13 octobre 1988 sur TF1.

## Synopsis
Victor (Giovanni Vettorazzo) est un assureur italien criblé de dettes à cause de sa passion pour les courses de chiens. Il contracte un emprunt auprès de la mafia mais ne parvient pas à rentrer dans ses frais. Il rencontre alors Eléna (Patricia Millardet) qui souhaite souscrire une assurance sur la vie de son mari ... Devant l'insistance de la mafia qui le presse de rendre de l'argent qu'il n'a pas, il accepte ce contrat.

## Fiche technique
- Titre français : Cause à l'autre
- Réalisation : Carlo Lizzani
- Photographie : Marcello Gatti
- Scénario : Gianfranco Galligarich d’après le roman Cause à l’autre (Tell It to the Birds) de James Hadley Chase
- Pays d'origine : France, Italie
- Format : Couleurs
- Genre : Policier
- Date de sortie : 1988

## Distribution
- Patricia Millardet : Eléna
- Giovanni Vettorazzo : Victor
- Augusto Zucchi : Maddox
- Franco Trevisi : Di Fazio
- Francesco Capitano : Lubrano
- Massimo Sarchielli : le concierge
- Tony Amendola : Fioraio
- Maurice Donadino : Bruno
- Margherita Parrilla : Anna

## Autour du téléfilm
- Le romancier James Hadley Chase connaît trois autres adaptations dans cette série : Grandeur et décadence d'un petit commerce de cinéma en 1986, Chantons en chœur en 1987 et Tu crois pas si bien dire en 1989.

## Source
- Claude Mesplède et Jean-Jacques Schleret (Éd. rév. de: SN, voyage au bout de la Noire), Les auteurs de la Série noire, 1945-1995, Nantes, Joseph K, coll. « Temps noir », 1996, 627 p. (ISBN 978-2-910-68611-6, OCLC 300207570), p. 553.